# Euzebiusz Smolarek
Euzebiusz "Ebi" Smolarek (Łódź, 9 de Janeiro de 1981) é um ex-futebolista polaco. Atualmente é diretor da base do Feyenoord nos Países Baixos.

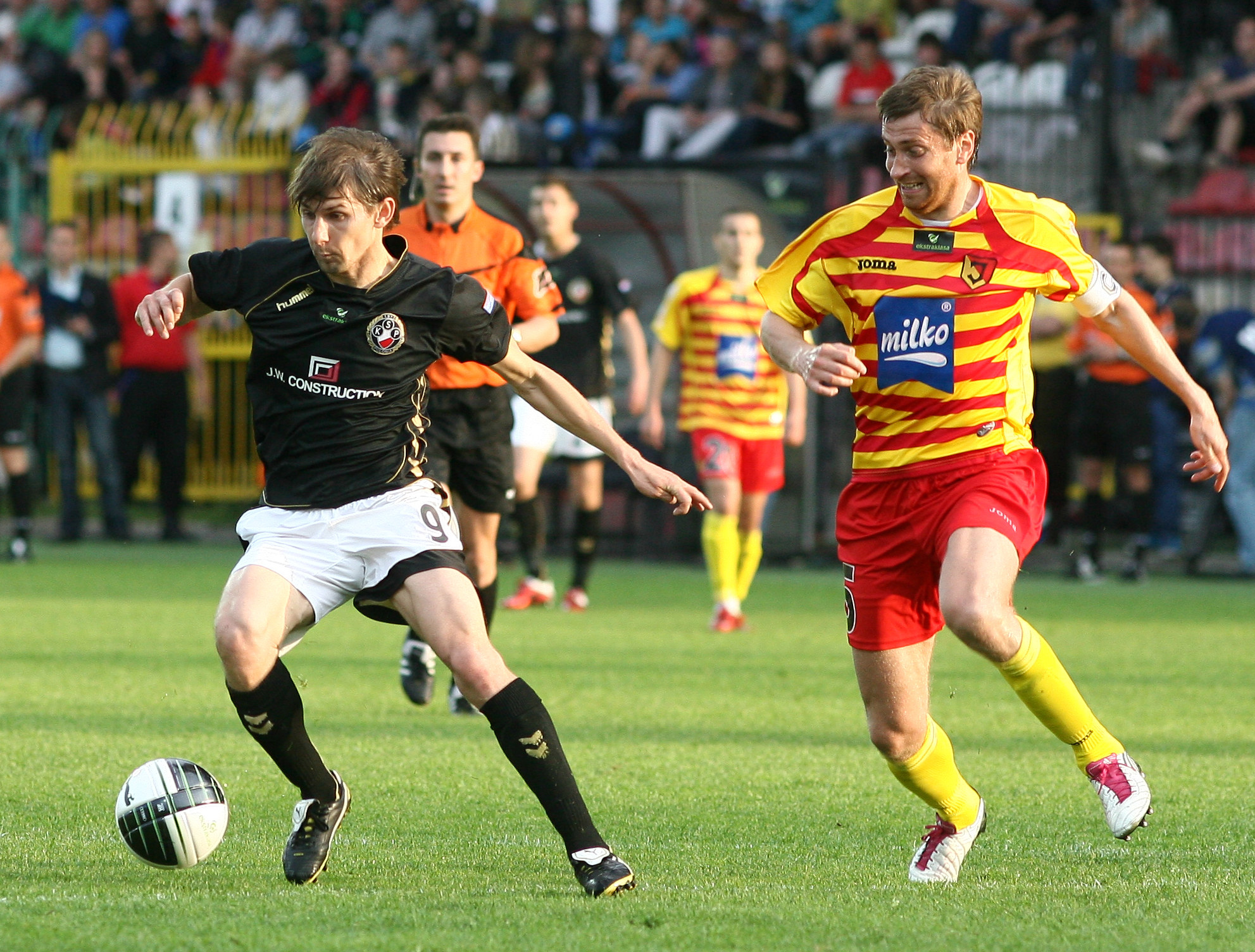
Euzebiusz Smolarek e Andrius Skerla

Cresceu nos Países Baixos, onde o seu pai, Włodzimierz Smolarek (antigo futebolista polonês), jogava na Eredivisie e mais tarde trabalhou como treinador. Ebi chegou inclusive a receber uma oferta da Seleção Neerlandesa sub-17, mas a recusou. O seu nome próprio "Euzebiusz" foi dado pelo seu pai numa homenagem a Eusébio da Silva Ferreira, antigo jogador do Sport Lisboa e Benfica.

## Carreira
Smolarek começou a sua carreira como juvenil no Feyenoord onde foi formado, até chegar à equipe principal. Em 2002, foi suspenso por algumas partidas, após o seu teste antidoping ter constatado o uso de maconha. No entanto, a quantidade da substância que foi encontrada em sua urina era muito baixa, afastando a possibilidade de que ele teria fumado-a. Como consequência, acabou perdendo o jogo final da Copa da UEFA, em maio de 2002, onde o Feyenoord venceu por 3-2 o Borussia Dortmund e acabou conquistanto o título da competição.
Curiosamente, o Borussia Dortmund foi o seu clube seguinte, tendo sido contratado em 2005. No Dortmund, foi titular absoluto durante a maior parte da sua passagem.
Em 24 de agosto de 2007, foi anunciada a sua contratação por parte do Racing Santander, que o emprestou ao Bolton Wanderers, em 29 de agosto de 2008.

### Seleção
Foi convocado pela seleção nacional já em 2002, mas a suspensão causada o resultado positivo para maconha em exame antidoping seu naquele ano o privou de um lugar na Copa do Mundo daquele ano. Quatro anos depois da decepção, esteve na Copa do Mundo 2006, atuando todas as três partidas. Mas, numa frustrante campanha polonesa, viu sua seleção ser eliminada na primeira fase.